# Тондо Таддеи
«Тондо Таддеи», «Мадонна Таддеи» (итал. Tondo Taddei, Madonna Taddei, Madonna col Bambino e San Giovanni) — тондо (итал. tondo — круглый), круглый барельеф из мрамора (109 x 109 см), созданный выдающимся художником Высокого Возрождения Микеланджело Буонарроти в период 1504−1506 годов для покровителя и друга Рафаэля, представителя знатной флорентийской семьи Таддео Таддеи. Это раннее произведение великого скульптора хранится в собрании Королевской академии художеств в Лондоне.
Под названием «Мадонна Таддеи» в искусстве итальянского Возрождения известно ещё одно произведение — картина Рафаэля, написанная им во Флоренции для того же заказчика, Таддео Таддеи. Это «Мадонна в зелени» (также «Мадонна Таддеи», или «Мадонна на лугу»), написанная в 1506 году и хранящаяся в Музее истории искусств в Вене.

## История
Тондо восходит к тому времени, когда Микеланджело жил во Флоренции до его переезда в 1505 году в Рим. По словам Джорджо Вазари, работая над бронзовой статуей Давида, «тогда же начал он, но не закончил, два мраморных тондо, одно для Таддео Таддеи, то, что и ныне находится в его доме, а другое было начато им для Бартоломео Питти».
В правом нижнем углу оборотной стороны рельефа находится лигатура «LА», вероятно, знак другого резчика или торговца, но, скорее всего, это инициалы Лапо д’Антонио ди Лапо, помощника Микеланджело, работавшего на строительстве флорентийского Собора в 1506—1507 годах. Удар долотом на ранней стадии работы, по-видимому, привёл к тонкой трещине на лике Девы Марии. Неизвестно, был ли Микеланджело озабочен этим браком или был уверен в своей способности обойти подобную неприятность. Отсутствующий сегмент в правом нижнем углу может быть объяснён известным темпераментом скульптора, а пять отверстий на торце мраморного тондо, возможно, представляют собой следы крепления или рамы.
В 1568 году тондо все ещё находилось в Палаццо Таддеи, но к 1678 году семья переехала на новое место. В неизвестную дату тондо было доставлено в Рим, где оно было приобретено у Жана-Батиста Викара в 1823 году англичанином сэром Джорджем Бомоном (англ. George Beaumont). С 1830 года произведение входит в коллекцию Королевской академии художеств в Лондоне.
Вначале находившееся в доме Бомонта на Гросвенор-сквер, в 1830 году тондо было завещано Академии и установлено в Сомерсет-хаусе, прежде чем переехать с Академией в 1836 году в восточное крыло нового здания Национальной галереи, где произведение оставалось до тех пор, пока Академия не переехала в 1868 году в Бёрлингтон-хаус. С тех пор Тондо Таддеи размещалось в разных местах и демонстрировалось на временных выставках, в том числе в Музее Виктории и Альберта в 1960 году. Открытие тонкой трещины, проходящей через верхнюю половину рельефа, способствовало решению, принятому в 1989 году, предоставить произведению постоянное место хранения. Была проведена тщательная реставрация, удалены позднейшие гипсовые вставки и вековая грязь, но был сохранён тонкий слой воска, предохраняющий поверхность, так как работа не была «закончена» и изначально не полировалась. В 1991 году тондо Таддеи было выставлено на обозрение в специально построенной зоне на верхнем этаже Королевской академии художеств за защитным стеклом, предохраняющим от загрязнений воздуха и опасностей вандализма.

## Атрибуция, композиция и стиль
Рельеф представляет сидящую Деву Марию с маленькими Иисусом и Иоанном Крестителем. Иисус вытянулся на коленях матери через всю плоскость тондо и «оглядывается через правое плечо на Иоанна, который стоит над ним и протягивает ему птичку. Иисус кажется испуганным», а его мать задумчиво, с лёгкой улыбкой наблюдает за их игрой. Святой Иоанн Креститель был небесным покровителем Флоренции; со своим атрибутом — крестильной чашей — он скрещивает руки, возможно, намекая на крест. Еле заметная на рельефе птица, скорее всего, не голубь (символ Благовещения Марии), а щегол — христианский символ Крестного пути Иисуса Христа, подобно иконографии Мадонны со щеглёнком. Необработанный фрагмент мрамора под рукой младенца Иоанна мог быть задуман для изображения тернового венца.
Непосредственным источником произведения могли быть рельефные медальоны древнеримских саркофагов, в частности, по мнению Э. Панофского, рельефы на «Саркофаге Медеи» Берлинского Старого музея, а изображение Мадонны сравнивали с образом Сивиллы на кафедре Пистойи работы Джованни Пизано (1297—1301). Многие историки искусства долгое время вообще отрицали авторство Микеланджело.
По мнению В. Н. Лазарева, в этом тондо прослеживается влияние Леонардо да Винчи на раннее творчество Микеланджело, поскольку в этом произведении явственно «более живое расположение фигур, гибче композиционный ритм, более мягкие формы и богаче игра светотени, что невольно заставляет вспомнить леонардово „сфумато“». Однако Умберто Бальдини, отрицая намеренное леонардовское «сфумато», считал, что, напротив, произведение Микеланджело свидетельствует о важном флорентийском периоде «антилеонардизма» скульптора прежде всего в области композиции и трактовки форм.
«Тондо Таддеи» является более лирическим, жизнерадостным, чем похожее на это произведение «Тондо Питти». Джеймс Холл (англ. James Hall) считал, что «никакая другая Мадонна с ребёнком не содержит такого эмоционального и сюжетно-тематического заряда». Картина Рафаэля «Мадонна со щеглом» близка по настроению, но композиция Микеланджело более динамична.

## Техника «нон-финито» и художественная особенность произведения
Оба тондо, которые Микеланджело создавал практически одновременно, «Тондо Таддеи» и «Тондо Питти», характерны так называемым «нон-финито» (итал. non finito — незаконченное), состоянием, кажущимся формально и технически незавершённым. Микеланджело часто использовал этот приём по разным причинам, иногда сознательно, иногда по ряду внешних обстоятельств, как, например, в фигурах «Рабов» или в поздних «Пьета».
Мрамор тондо ещё более грубо обработан, чем у Тондо Питти. Изображение младенца Иисуса полнее моделировано, тогда как фигуры Марии и Иоанна Крестителя едва проступают на фоне. Несмотря на то, что Вазари писал о тондо как о произведении «начатом, но не законченном», исследователи до сих пор спорят об этом факте. В. Н. Лазарев соглашался с Вазари, однако отмечал, что в этой незаконченности «есть свои великие чары». Уильям Уоллес считал, что техника «non finito» в этом произведении подчёркивает различие завершённости образов и «сфумато» атмосферного фона. По Эрику Шильяно, «несовершенство» тондо сомнительно, поскольку Таддео не отказался от заказа и не настаивал на «полировке» или доработке.
Знаток истории западноевропейского искусства Е. И. Ротенберг также отмечал влияние леонардовского «сфумато» (итал. sfumato — затуманенный, неясный, расплывчатый), но помимо этого сформулировал главную художественную особенность: «продолжение лирической линии» в искусстве Микеланджело. В монографии о художнике он писал:

 «Лирическая окраска сказывается не только в трактовке молодой матери и детей, она воплощена в самой атмосфере, которая их окружает. Это ситуация не столько с элементами действия, сколько настроения. Впервые с такой ощутимостью выраженное в ренессансных скульптурных композициях впечатление окружающей героев поэтической атмосферы усиливается незавершённостью рельефов, свободной, далёкой от законченности обработкой поверхности мрамора, что вносит в изображения оттенок неполной высказанности, не до конца уловимого чувства»
Умберто Бальдини привёл более сложную интерпретацию:

 «То, что может привести к прочтению двух барельефов в леонардовском ключе, лишь внешние технические особенности. И подсказаны они „незаконченным“, которое — как осознанный приём выражения — проявляется в самом мраморе. Атмосферический же трепет и светотеневые нюансы оказываются лишь призванными подчеркнуть форму, определённую и поднятую — в том числе и световыми противопоставлениями — на уровень самой возвышенной пластической энергии. Так что вместо погружения формы в свет и в космическую субстанцию перед нами её самовластный уход в самоё себя, её изоляция, как конечная точка ужасающей творческой муки. Это то самое время, когда Микеланджело борется с Леонардо в последнем напряжении мыслительной работы; это время, когда приближается их схватка на стенах Большого Зала Совета в Палаццо Веккьо. И пусть схватка не состоялась, в соответствующих произведениях этой поры можно вполне точно разглядеть твёрдое и абсолютное противостояние двух великих спорщиков»>

## Дальнейшая история
Таддео Таддеи был покровителем и другом Рафаэля, он изучал произведения Рафаэля и Микеланджело, и воспроизвёл микеланджеловское тондо в двух рисунках (один хранится в Лувре, другой в Чатсуорт-хаус). Рисунок с микеланджеловского тондо сделал Рафаэль, а затем и сам обратился к композиции полулежащего младенца Христа, растянувшегося на коленях у Матери в «Мадонне Бриджуотер» (1507).
Вскоре после прибытия произведения Микеланджело в Англию с него сделал набросок шотландский художник Д. Уилки, который написал владельцу рельефа Бомону: «Ваше важное приобретение, барельеф Микеланджело, до сих пор является главной темой разговоров всех наших художников, и это единственное произведение, появившееся в этих северных широтах, чтобы оправдать великую репутацию его автора». Художник Ч. Р. Кокерелл отметил в своем дневнике: «Предмет кажется вырастающим из мрамора и оживающим. Он постепенно принимает свою форму, черты из бесформенной массы, как будто вы прослеживаете и наблюдаете его рождение в уме скульптора». Вскоре после прибытия в Королевскую академию тондо было зарисовано художником Джоном Констеблом, который опубликовал письмо в альманахе «Атенеум» от 3 июля 1830 года, восхваляющее шедевр и то, как рельеф был освещён, «показывая преимущества более законченных частей и заставляя менее совершенные становиться более совершенными, массы теней, создающие на расстоянии эффект богатой картины в стиле кьяроскуро».
Гипсовые слепки шедевра Микеланджело имеются в собраниях Музее Виктории и Альберта в Лондоне, Музее Фицуильяма в Кембридже, Музее изобразительных искусств имени А. С. Пушкина в Москве.